# Kazuyuki Fujita
Kazuyuki Fujita (jap. 藤田 和之 Fujita Kazuyuki;  ur. 16 października 1970 w Funabashi) – japoński zawodnik mieszanych sztuk walki w latach 2000-2013 oraz wrestler. Wieloletni zawodnik japońskich organizacji MMA PRIDE FC, K-1, World Victory Road oraz pro-wrestlerskiej Inoki Genome Federation.

## Kariera amatorska
Zajął piąte miejsce na mistrzostwach Azji w 1993. Piąty w Pucharze Świata w 1993 i szósty w 1994

## Kariera MMA
W mieszanych sztukach walki zadebiutował 30 stycznia 2000 roku na gali PRIDE wygrywając z Holendrem Hansem Nijmanem przez poddanie w pierwszej rundzie turnieju PRIDE Grand Prix 2000. 1 maja 2000 doszedł półfinału tegoż GP, pokonując w ćwierćfinale Marka Kerra, a w półfinale przegrywając przez TKO (poddanie przez narożnik) z Markiem Colemanem – zwycięzcą całego GP. 
W następnych latach przeplatał pojedynki w PRIDE z walkami w organizacji K-1 oraz na galach Antonio Inokiego. W trakcie swojej kariery walczył z ówcześnie czołowymi zawodnikami na świecie - Mirko Filipoviciem, Fiodorem Jemieljanienko, Bobem Sappem, Kenem Shamrockiem czy Wanderleiem Silvą. W 2006 wziął udział w kolejnym GP dochodząc do ćwierćfinału (w pierwszej rundzie eliminacyjnej znokautował Jamesa Thompsona, następnie przegrał przez TKO z Wanderleiem Silvą).
Na ostatniej zorganizowanej gali PRIDE 34 (8 kwietnia 2007) przegrał z Jeffem Monsonem. Po rocznej przerwie związał się z World Victory Road notując tam bilans 1-2 (wygrana nad kickboxerem Peterem Grahamem oraz porażki z Travisem Wiuffem i Błagojem Iwanowem).
31 grudnia 2009 na sylwestrowej gali Dynamite!! 2009 został znokautowany przez Alistaira Overeema. 

## Kariera wrestlerska
Od 1993 występował w  New Japan Pro Wrestling. W 2001 zdobył mistrzostwo wagi ciężkiej IWGP. W 2006 skupił się na MMA i zrezygnował z występów we wrestlingu. W 2011 wrócił do wrestlingu wiążąc się z prowadzoną przez Antonio Inokiego Inoki Genome Federation. W 2012 został mistrzem wagi ciężkiej pokonując Jérôme Le Bannera. Tytuł stracił - już w formule MMA, na rzecz złotego medalisty igrzysk olimpijskiego w judo z Pekinu Satoshiego Ishiiego.

## Styl walki
Finishery
- High knee
- Rear-naked choke
- Soccer kick

Popisowe akcje
- Double leg slam
- Guillotine choke
- Multiple knee strikes
- Powerbomb
- Spear
- Standing arm triangle choke

## Osiągnięcia
Mieszane sztuki walki:
- 2000: PRIDE GP 2000 - półfinalista turnieju
- 2000: Extreme Shootout - 1. miejsce w turnieju

Wrestling:
- 2001: Mistrz IWGP wagi ciężkiej
- 2012: Mistrz IGF wagi ciężkiej